# Fabryka Maszyn Rolniczych w Kunowie
Fabryka Maszyn Rolniczych w Kunowie – polski producent maszyn rolniczych z siedzibą w Kunowie. Obecnie kontynuatorem produkcji FMR w Kunowie jest Agroplastmet Sp. z o.o. Kunów, która przejęła działalność upadłego Pro-agro.

## Historia
- 10 września 1937 roku w związku z budową Centralnego Okręgu Przemysłowego przybywają do Kunowa k. Ostrowca Świętokrzyskiego przedstawiciele zarządu fabryki „Unia” z Grudziądza i zakupują z dniem 16 września tereny inwestycyjnych, piaszczystych nieużytków o łącznej powierzchni 17 ha[2][3];
- 30 października 1937 roku powstanie Fabryki Maszyn i Narzędzi Rolniczych „Kunów”, Spółka akcyjna w Grudziądzu, której pierwszym dyrektorem był Józef Szteger;
- 15 września 1938 roku zmiana nazwy fabryki na „Unia. Fabryka Maszyn i Narzędzi Rolniczych. Spółka akcyjna w Grudziądzu. Oddział w Kunowie”, ruszyła produkcja seryjna radliczek, kultywatorów i bron sprężynowych[4];
- 1939 r. zatrudnienie wynosiło 120 osób;
- 15 września 1948 r. zarządzeniem Ministra Przemysłu i Handlu, wydanym w porozumieniu z Ministrem Skarbu i Prezesem Centralnego Urzędu Planowania, zostaje utworzone przedsiębiorstwo państwowe pod nazwą Świętokrzyska Fabryka Narzędzi Rolniczych w Kunowie, którego głównym profilem działalności zostaje pługów, bron, kultywatorów i obsypników[5];
- 1956 rozpoczęcie generalnej rozbudowy zakładu[6], w miejsce narzędzi rolniczych konnych, wprowadzenie do produkcji nowych wyrobów do współpracy z ciągnikiem (brony, kultywatory, opielacze wielorzędowe itp.);
- w początkach lat 60 zmiana profilu produkcji i przekształcenie się w Fabrykę Maszyn Rolniczych, produkowane urządzenia to: stertniki do słomy i siana, prasy stacyjne i zbierające, kabiny do ciągników lekkich i ciężkich;
- W 1967 roku Fabryka Maszyn Rolniczych w Kunowie staje się kooperantem Ursusa rozpoczynając produkcję kabin do ciągnika C-355[7];
- W 1973 roku decyzją ministra wstrzymano produkcję pras żniwnych typu "Jaga". Kunowską firmę połączono z Lubelską Fabryką Maszyn Rolniczych i utworzono Kombinat Agromet z siedzibą w Lublinie.
- W 1974 roku dokonano podziału fabryki na zakład produkcji kabin i siedzeń amortyzacyjnych oraz zakład maszyn rolniczych[8];
- W 1975 roku zakupiono licencję na produkcję foteli amortyzujących firmy Grammer z RFN[9]. W formie samospłaty licencyjnej dla licencjonodawcy były wykonywane elementy tych siedzeń. Siedziska te produkowane jako typ SA serii 60, zastosowane były później w Ursusach C-330, C-360 oraz kombajnach zbożowych Bizon. Rozpoczęto również produkcję kabin do ciągników rolniczych[10];
- W 1976 roku rozpoczęto produkcję kabin do kombajnów zbożowych Bizon;
- W 1977 roku do samodzielnego przedsiębiorstwa "Agromet" Fabryka Maszyn Rolniczych w Kunowie zostaje dołączona Fabryka Pras Stacyjnych w Kunowie uprzednio odłączona od kombinatu "Agromet" Kombinat Maszyn Rolniczych w Lublinie[11][12];
- 1978 roku na Międzynarodowych Targach Poznańskich został wystawiony przez kutnowską fabrykę prototyp przyczepy samozbierającej T-038, której produkcje seryjną uruchomiono w 1979 roku;
- 1 sierpnia 1998 roku FMR Agromet Kunów została przekształcona w PRO-AGRO Kunów Spółka Akcyjna;
- 1 lutego 2002 roku Pro-Agro ogłasza upadłość[13];
- 2003 roku Zakład Produkcji Części i Zespołów Samochodowych przejął od syndyka hale, urządzenia i wachlarz produkcji, którym zajmowała przed upadłością spółka Pro Agro[14].

## Produkty
- fotele amortyzujące typu SA-62, SA-65,  SA-56/A, SA-64/LO, SA-50/1L/E, SA-67/2N, SA-58/1, MFP-1, MFP-2, MFP-3, DS20/1, DS02/2, DS44/1, DS44/7, DS80/1, DS 80/2,;
- kosiarka dolnonapędowa Z-080;
- kabiny do ciągników lekkich i ciężkich typu M85, M87/L, M97;
- prasa do słomy "Kuna" 21 do prasowania słomy z jednoczesnym wiązaniem w bele, przystosowana do współpracy z młocarniami szerokomłotnymi typu MSC-8, MSC-7, MSC-6
- prasa wysokiego stopnia zgniotu Z-215 Jaga o wysokim stopniu zgniotu;
- przyczepy zbierające i wielozadaniowe T-038, T-049, T-055;
- silosokombajn do zbioru kukurydzy Z-375, Z-364 ;
- stertnik gospodarski SEG-8, SEG-12 przeznaczony do stertowania słomy luźnej i siana;

prasa zbierająca do lnu PWZ-1;
prasy stacyjne do słonmy PS-1, PS-2

## Dyrektorzy
- Józef Szteger 1937[15]
- Eugeniusz Blatton 18.01.1945 - 1946
- Gabriel Pakuła 1946 - 1951
- Wacław Adamczyk 1951 - 1952
- Tadeusz Gierczak 1952 - 1953
- Romuald Frąckowski 1954 - 05.1958
- Wilhelm Rutkowski 9.05.1958 - 1996
- Stefan Łabęcki 1966 - 1972
- Stanisław Młynarczyk 11.05.1972 - 31.12.1972 (przejściowy nadzór)
- Sławomir Świerkocki 1973 - 1973
- Marian Miodoński 01.01.1974 - 1982
- Ryszard Stępień 1982 - 1990
- Stanisław Janikowski 1990 - 1993
- Grzegorz Kowalczyk 1993 -
- Roman Lucima 1998 - 2002